# لیگ فوتبال کرواسی
لیگ فوتبال کرواسی (به کروات:  Hrvatska nogometna liga) معتبرترین لیگ فوتبال در کشور کرواسی است که از ۱۹۹۲ تاکنون در این کشور برگزار می‌شود. این لیگ از ۱۰ تیم که از سراسر کرواسی در آن شرکت می‌کنند برگزار می‌شود.
باشگاه فوتبال دینامو زاگرب با ۲۵ قهرمانی پرافتخارترین این سری مسابقات به حساب می‌آید.

## قهرمانی بر پایه باشگاه
| باشگاه                             | قهرمان | نایب قهرمان | سوم |
| ---------------------------------- | ------ | ----------- | --- |
| باشگاه فوتبال دینامو زاگرب         | ۲۵     | ۵           | ۲   |
| باشگاه فوتبال هایدوک اسپلیت        | ۸      | ۱۴          | ۸   |
| باشگاه فوتبال رییکا                | ۲      | ۸           | ۵   |
| باشگاه فوتبال زاگرب                | ۱      | ۲           | ۳   |
| باشگاه فوتبال لوکوموتیو زاگرب      | —      | ۲           | —   |
| باشگاه فوتبال اوسیک                | —      | ۱           | ۷   |
| باشگاه فوتبال اسلاون بلوپو         | —      | ۱           | ۱   |
| باشگاه فوتبال اینتر زاپرشیچ        | —      | ۱           | —   |
| باشگاه فوتبال واراژدین             | —      | —           | ۳   |
| باشگاه فوتبال سیبالیا              | —      | —           | ۱   |
| باشگاه فوتبال خرواتسکی دراگوولیاتس | —      | —           | ۱   |
| باشگاه فوتبال اسپلیت               | —      | —           | ۱   |